# 姫川橋 (小谷村)
姫川橋（ひめかわばし）は、長野県北安曇郡小谷村小谷丙 - 中土の姫川（姫川第三ダム湖）に架かる長野県道114号川尻小谷糸魚川線の橋長92.3メートル (m) のローゼ橋。

## 概要
土木学会選奨土木遺産に認定されている。
形式は、上部の横構のないポニー形式のローゼ橋である。本橋には損傷防止の被覆が施されている。
架橋当時からすると滑らかな曲線美で、周辺の自然との調和がとれているとされる。
- 形式 - 鉄筋コンクリート3連ポニーローゼ橋
- 橋長 - 92.3 m
  - 支間割 - 3×30.0 m
- 幅員 - 5.5 m
- 設計者 - 中島武

## 歴史
昭和初期までは吊橋であったが、自動車交通のため、1939年（昭和14年）10月に鉄筋コンクリートローゼ橋に架け替えられた。
新道路法に伴って、国道148号に指定されるが、姫川右岸にバイパスが完成した後は、県道に移管され現在も大糸線中土駅を経由し小谷温泉に至る村営バスが通る。
2002年度（平成14年度）に長野県内にある他の4橋と共に、中島武設計のRCローゼ桁群として土木学会選奨土木遺産に認定された。